# Bramborski Serbski Casnik
Bramborski Serbski Casnik, в старой орфографии — Bramborski ßerski Zassnik (Бранденбургская серболужицкая газета) — первая в истории газета на нижнелужицком языке, первый номер которой вышел 5 июля 1848 года. Предшественник современной газеты «Nowy Casnik».
Основателем газеты был лютеранский священнослужитель Мато Новка, который до 1852 года был её редактором. С 1880 по 1883 год соредактором газеты был нижнелужицкий поэт Мато Косык.
Под названием «Bramborski Serbski Casnik» газета выходила до 1880 года. С 1881 года издавалась под названием «Bramborske Nowiny» и с 1915 года — под названием «Bramborski Casnik». С 1916 года главным редактором газеты был Богумил Швеля. В 1918 году по финансовым причинам издание газеты прекратилось. С 1921 года Богумил Швеля стал выпускать еженедельную газету под современным названием «Nowy Casnik».
На страницах газеты публиковались писатели Ян Бедрих Тешнарь, Ян Карло Свора, Мато Косык.
Редакторы
- Мато Новка (1848—1852)
- Кито Панк (1852—1863)
- Кито Швеля (1863—1915)
- Богумил Швеля (1916—1918)